# Karin Pehrsdotter
Karin (Catharina) Pehrsdotter, född den 3 januari 1750 i Hardemo socken i Närke, död efter år 1785, var en svensk predikant, aktiv i Närke och Stockholm i början av 1770-talet.

## Biografi
Karin Pehrsdotter föddes 1750 i Mosstorp i Hardemo socken och var dotter Pär Olsson och Maret Olsdotter. Hon var ursprungligen verksam som piga i Kräcklinge socken och Örebro. 
Hon började predika 1770 efter en svår sjukdom. Efter ett anfall med blödningar ur öron och mun, insjuknade hon i medvetslöshet i sex dygn, vaknade sedan upp och sade sig ha varit hos Gud. Under åtta veckors tid insjuknade hon gång på gång i dvala utan att äta eller dricka, varpå hon vaknade och sade sig ha fått i uppdrag att predika. Hennes predikningar bestod av extatiska straffpredikningar. 
Hon begav sig hösten 1772 till Stockholm. Där var hon verksam som predikant, och tilldrog sig som sådan stor uppmärksamhet. Hon var särskilt aktiv på Södermalm. Hon blev känd genom sina extaser och predikningar i det hermanniska huset i Peder Myndes backe på Söder.   
Karin Pehrsdotter väckte snart så stor uppmärksamhet i Stockholm att hon betraktades som ett orosmoment av myndigheterna. Hon blev i början av 1773 föremål för undersökning och rannsakning av både Konsistorium och Collegium medicum.  Hon underkastades undersökning av Johan Lorentz Odhelius. Hon beskrivs som en fetlagd och svarthårig kvinna med blek hy. Enligt undersökningen bestod hennes extaser av en form av krampanfall, som sedan utmynnade i att hon började tala, först sakta, för att avsluta med hårda predikningar. Hon bedömdes slutligen som "nervsvag" och i behov av vård, och spärrades därefter in på Danvikens Hospital.
Hon är listad som närvarande på Danvikens Hospital mellan 1775 och 1785. 
Skillingtryck utgavs om henne.